# Божо Ђурановић
Божо Ђурановић (Никшић, 7. јануар 1940 — Никшић, 13. децембар 2021) био је књижевник и пјесник из Црне Горе. Познат је као аутор чувених епских пјесама „Смрт попа Мила Јововића” и „Суђење сердару Шћепану”.

## Биографија
У младости се почео бавити писањем. Прве радове објављује у ђачким новинама, а касније у многим листовима и часописима. Поред поезије, бавио се и прозом.
Док је у подгоричкој Побједи излазила рубрика: „Црном Гором, путем и беспућем”, коју је уређивао чувени црногорски и никшићки пјесник Витомир Вито Николић, био је редовни сарадник, гдје су му посебно запажене и радо читане „Легенде” и „Приче са сијела”. Сарађивао је у „Никшићким новинама“, Жељезарином листу „Наша ријеч” и многим другим. Био је предсједник гусларске секције КУД-а „Челик” - Жељезаре „Борис Кидрич”. Био је сарадник у листу „Голија”.
Живио је и радио у Никшићу.

## Дјела
- Вук и Црна Гора[2] -Стојан Шипчић, Ђуро Крсмановић, Лука Караџић, Ђорђије Копривица и Лабуд Томић
- Погибија попа Мила Јововића[3] - Ђорђије Копривица
- Погибија Ђулек-бега у Дуги[4] - Богдан Зимоњић, Саша Лакетић
- Сердар Дука и књаз Данило[5] - Саша Лакетић
- Књаз Данило и Кадићи[6] — Бранко Перовић и Славко Јекнић (глумци: Соња Јауковић, Миша Јанкетић, Данило Лазовић)
- Суђење сердару Шћепану[7] - Стојан Шипчић, Лука Караџић
- Црногорска Спартанка[8] - Вељко Ђурановић
- Његош и Ловћен[9] - Стеван Мишо Поповић
- Осветник
- Аманет[10] - Ђорђије Копривица, Стеван Мишо Поповић
- Пивски војвода Лазар Сочица и његова кула[11] - Стеван Мишо Поповић
- Штукеља-кнез голијски
- Војвода Пеко Павловић на војноме суду - Жарко Поповић
- Пивски војвода Лазар Сочица - Ђорђије Копривица, Радован Шојић
- Новаку Јововићу - Ђорђије Копривица
- Књаз Никола и Баћо Мићуновић - Милош Јовановић
- Први мегдан Новака Рамова - Милош Јовановић
- Знаменити Херцеговци - Ђорђије Копривица
- Господаре гусле фале - Ђорђије Копривица
- Руси су наша браћа - Ђорђије Копривица
- Херцеговина и Херцеговци - Ђорђије Копривица
- Војвода Јоксим Кнежевић - Ђорђије Копривица
- Војвода Стојан Ковачевић - Ђорђије Копривица
- Женидба Николе Гаговића - Славко Горановић, Данило Копривица
- Женидба Баћа Мићуновића - Ђорђије Копривица
- Женидба Вука Грбљанина - Ђорђије Копривица
- Острошки Страдалници - Славко Горановић
- Погибија Драгомира Миша Докнића - Славко Горановић
- О најљепши српски дане Караџићу Радоване - Милош Шегрт
- Мајци Радована Караџића - Милош Шегрт
- Гуслар и вила с Романије - Милош Шегрт
- Пива кроз вијекове - Миљан Вујовић
- Јуначка погибија Драгана Крстића 1947. године - Драшко Малиџан
- Погибија Арса Милића официра, комите краљевине Црне Горе - Стеван Мишо Поповић
- Војвода Милош Андров Кривокапић - Милан Вујовић
- Сердар Дука Канкараш - Милан Мрдовић
- Суђење Пеку Павловићу - Веселин Шећковић
- Суђење сердару Шћепану Радојевићу - Ђорђије Копривица